# Lista över militära nukleära olyckor
Det här är en lista över militära nukleära olyckor.

## 1950-talet
- 29 september 1957 – Ett kylsystem på upparbetningsanläggningen Majak nära Tjeljabinsk i Ryssland falerade. Detta ledde i sin tur till att en tank med radioaktivt avfall överhettades och exploderade. Enligt beräkningar motsvarade explosionen 75 ton av TNT (310 GJ) och gav ifrån sig 20 MCi (700 PBq) vilket utsatte 124,000 till 270 000 människor för farligt höga nivåer av strålning. Lite är känt om denna olycka, det mesta är hemligstämplat.
- 10 oktober 1957 - Windscalebranden i Sellafield i England.

## 1960-talet
- 3 januari, 1961. Idaho National Laboratory i Idaho i USA. En testreaktor kallad SL-1, började skena. De tre operatörerna omkom snabbt på grund av fysiska skador.

## 1970-talet
- 12 april, 1970. Den sovjetiska ubåten K-8 av November-klass fick, mitt ute på Atlanten, problem med sitt nukleära framdrivningssystem. Besättningen försökte kasta en lina till ett sovjetiskt fartyg men misslyckades. Ubåten sjönk och 52 personer omkom.
- 12 december, 1971. Thames River i Connecticut i USA. Radioaktivt kylvatten pumpades från ubåten USS Dace av Permit-klass till ubåtssupportfartyget USS Fulton. 1900 liter hamnade i floden.

## 1980-talet
- 3 januari, 1983. Den kärnkraftsdrivna sovjetiska spionsatelliten Kosmos 1402, brann upp i atmosfären över Södra Atlanten.